# Antoine de Romanet de Beaune

Wappen von Antoine de Romanet

Antoine de Romanet de Beaune (* 25. Oktober 1962 in Le Mans, Frankreich) ist ein französischer römisch-katholischer Priester. Er ist Militärbischof von Frankreich.

## Leben
Antoine de Romanet de Beaune empfing am 24. Juni 1995 das Sakrament der Priesterweihe.
Am 28. Juni 2017 ernannte ihn der Papst Franziskus zum Militärbischof von Frankreich.